# Фрипорт (Пенсилванија)
Фрипорт (енгл. Freeport) град је у америчкој савезној држави Пенсилванија.

## Демографија
По попису из 2010. године број становника је 1.813, што је 149 (-7,6%) становника мање него 2000. године.
| Група             | 2000.         | 2010.         |
| Белци             | 1.928 (98,3%) | 1.741 (96,0%) |
| Афроамериканци    | 5 (0,3%)      | 10 (0,6%)     |
| Азијати           | 5 (0,3%)      | 3 (0,2%)      |
| Хиспаноамериканци | 9 (0,5%)      | 20 (1,1%)     |
| Укупно            | 1.962         | 1.813         |